# Jour de marché (film, 2002)
Pour les articles homonymes, voir Jour de marché.
Pour plus de détails, voir Fiche technique et Distribution.
Jour de marché est un film suisse réalisé par Jacqueline Veuve et sorti en 2002.

## Synopsis
À Vevey, c'est jour de marché le mardi et le samedi : la cinéaste s'attache à mettre en relief plusieurs personnes qui vendent « le produit de leur effort et de leur passion mis à rude épreuve par les lois du commerce planétaire ».

## Fiche technique
- Titre : Jour de marché
- Réalisation : Jacqueline Veuve
- Scénario : Lionel Baier et Jacqueline Veuve
- Photographie : Hugues Ryffel
- Son : Luc Yersin et Fred Kohler
- Montage : Edwige Ochsenbein
- Musique : Christine Chauve
- Société de production : Ciné Manufacture
- Pays de production :  Suisse
- Genre : documentaire
- Durée : 90 minutes
- Date de sortie : Suisse - 24 octobre 2002[2]

## Sélections
- Festival international du film de Locarno 2002
- Cinéma du réel 2003
- Festival du film de Trieste 2003